# مصطفى مدبولي
مصطفى كمال مدبولي (28 أبريل 1966) هو رئيس مجلس الوزراء المصري الحالي، كلفه الرئيس عبد الفتاح السيسي بتشكيل الحكومة في 7 يونيو 2018. وكان يشغل منصب وزير الإسكان والمرافق والمجتمعات العمرانية خلال الفترة من فبراير 2014 حتى 6 يونيو 2018.

## التأهيل العلمي
- بكالوريوس الهندسة المعمارية، كلية الهندسة – جامعة القاهرة عام 1988.
- ماجستير الفلسفة في الهندسة المعمارية (تخصص تخطيط مدن)، كلية الهندسة – جامعة القاهرة عام 1992.
- دبلومه بالدراسات المتقدمة في مجال التخطيط العمراني (إدارة العمران) من معهد دراسات الإسكان والتنمية الحضرية – روتردام – هولندا عام 1993.
- دكتوراه في الهندسة المعمارية (تخصص تخطيط مدن) من كلية الهندسة جامعة القاهرة عام 1997 بنظام الإشراف المشترك مع معهد التخطيط القومى والإقليمي والعمراني بكلية العمارة جامعة كارلسروه بألمانيا.[5]

## حياته المهنية
- تم تكليفه بتشكيل الحكومة خلفا لوزارة شريف إسماعيل في 7 يونيو 2018.
- أصدر الرئيس عبد الفتاح السيسي قراراً في 23 نوفمبر 2017 بتولي المهندس مصطفى مدبولي، وزير الإسكان، مهام القائم بأعمال رئيس مجلس الوزراء لحين عودة المهندس شريف إسماعيل رئيس الوزراء من رحلة علاجه بألمانيا،[6][7] وظل يمارس تلك الصلاحية حتى عودة إسماعيل في يناير 2018.[8][9][10]
- شغل منصب وزير الإسكان والمرافق والمجتمعات العمرانية من فبراير 2014 حتى الآن في وزارات إبراهيم محلب الأولى والثانية ووزارة شريف إسماعيل.
- تولى منصب المدير الإقليمي للدول العربية «ببرنامج الأمم المتحدة للمستوطنات البشرية – الهابيتات» من نوفمبر 2012 حتى آخر فبراير 2014.
- تولى منصب رئيس مجلس إدارة الهيئة العامة للتخطيط العمراني بوزارة الإسكان والمرافق والتنمية العمرانية من سبتمبر 2009 حتى نوفمبر 2011.
- تولى منصب رئيس الهيئة العامة للتخطيط العمراني (ندباً) – أستاذ باحث دكتور بمعهد بحوث العمارة والإسكان بالمركز القومي لبحوث الإسكان والبناء من أبريل 2008 إلى سيتمبر 2009.
- تولى منصب نائب رئيس مجلس إدارة الهيئة العامة للتخطيط العمراني للتخطيط الإقليمي والبحوث الدراسات (ندباً) من أكتوبر 2007 إلى أبريل 2008.
- تولى منصب المدير التنفيذي لمعهد التدريب والدراسات الحضرية بمركز بحوث الإسكان والبناء بوزارة الإسكان والمرافق والمجتمعات العمرانية من يناير 2000 إلى يونيو 2004.[11]

## من أعماله
أهم المشروعات التي أنجزها خلال عمله كرئيس للهيئة العامة للتخطيط العمراني، المساهمة في المشروعات القومية على سبيل المثال:
- إدارة مشروع إعداد المخططات الإستراتيجية العامة والأحوزة العمرانية لقرى الجمهورية بعد 4410 قرية حيث تم الانتهاء من إعداد كافة المخططات في نهاية 2009.
- إدارة مشروع إعداد المخططات الإستراتيجية العامة والأحوزة العمرانية لمدن الجمهورية بعدد 227 مدينة.
- إدارة وقيادة فريق عمل مشروع إعداد المخطط الإستراتيجي بعيد المدى لإقليم القاهرة الكبرى بالتعاون مع برنامج الأمم المتحدة للمستوطنات البشرية والبرنامج الإنمائي للأمم المتحدة.
- إعداد المخططات الإستراتيجية لمحافظات الجمهورية.
- الانتهاء من المرحلة الأولى من المخطط الإستراتيجي القومي للتنمية العمرانية لمصر لاستيعاب الزيادة السكانية والتوسع العمراني خارج الوادي.
- إعداد المخطط الإستراتيجي لتنمية محور الصعيد البحر الأحمر
- إعداد المخطط الإستراتيجي لتطوير منطقة شمال الجيزة وإعادة استغلال أرض مطار إمبابة.
- إعداد المخططات الإستراتيجية العامة والتفصيلية لتحزيم المناطق العشوائية بإقليمي القاهرة الكبرى والإسكندرية.
- وضع الإستراتيجية المتكاملة للحد من ظهور عشوائيات جديدة والتعامل مع العشوائيات القائمة على مستوى الجمهورية.
- البدء في مشروع إعداد الأحوزة العمرانية لكافة العزب والكفور والتوابع بالجمهورية لعدد حوالي 27 ألف تابع وجاري العمل بالمرحلة الأولى لعدد 7800 بسبعة محافظات.
- إدارة المرحلة الأولى من المشروع القومي لتنمية قرى الظهير الصحراوي مع وضع الإستراتيجية المتكاملة لتنمية هذه القرى حتى عام 2022 والاختيار المبدئي لموقع 400 قرية.
- إعداد المخطط الإستراتيجي للمناطق الواقعة على جانبي طريق القاهرة الإسكندرية الصحراوي وطريق القاهرة الإسماعيلية الصحراوي.
- إعداد المخطط الإستراتيجي المبدئي لمدينة الإسماعيلية الجديدة ومدينة الأمل بمحافظة الإسماعيلية لاستيعاب الزيادة السكانية المتوقعة حتى عام 2050
- إدارة الدراسات الاقتصادية والعمرانية لمشروع مركز القاهرة الجديد (نقل الوزارات والهيئة الحكومية) بالتعاون مع بيوت الخبرة العالمية المتخصصة.
- إدارة مشروع تحديث المخططات الإستراتيجية العامة للمدن الجديدة: 6 أكتوبر، القاهرة الجديدة، السادات، برج العرب، العاشر من رمضان، بدر، العبور، دمياط الجديدة.
- عمله التخصصي بمجال التخطيط العمراني والإسكان:عمل كاستشاري وخبير دولي للعديد من المؤسسات الدولية مثل البنك الدولي، برنامج الأمم المتحدة للمستوطنات البشرية «الهابيتات» والبرنامج الإنمائي للأمم المتحدة ومنظمة العمل الدولية وهيئة التعاون الفني الكورية لوضع سياسات الإسكان والتخطيط والتنمية العمرانية وتأهيل وتدريب الكوادر الفنية للعديد من الدول العربية والأفريقية: العراق – اليمن – الأردن – سوريا – ليبيا – السودان – فلسطين – نيجيريا بالإضافة إلى مصر خلال الفترة من 2004 إلى 2008.[12]

| المناصب السياسية  | المناصب السياسية                                                        | المناصب السياسية |
| ----------------- | ----------------------------------------------------------------------- | ---------------- |
| سبقه شريف إسماعيل | رئيس مجلس الوزراء المصري 7 يونيو 2018 حتى الآن                          | تبعه حالي        |
| سبقه إبراهيم محلب | وزير الإسكان والمرافق والمجتمعات العمرانية فبراير 2014 إلى 5 يونيو 2018 | تبعه عاصم الجزار |